# Maison Rosalie-Cadron
La Maison Rosalie-Cadron est la maison où Rosalie Cadron-Jetté (1794-1864) a passé son enfance et où son mari et elle ont élevé leur famille jusqu'en 1822. En 2006, elle devient une institution muséale ouverte au public, à la suite de l'acquisition et du déménagement du bâtiment par la Ville de Lavaltrie.L'animation du lieu est assuré par la Corporation de la Maison Rosalie-Cadron.

## Localisation
La Maison Rosalie-Cadron se situe au 1997, rue Notre-Dame (Route 138) à Lavaltrie, non loin de Lanoraie. La rue Notre-Dame fait partie du tracé du Chemin du Roy, route historique de la Nouvelle-France.

## Histoire

### Résidence de Rosalie Cadron
La maison, construite vers 1790, est le lieu de naissance Rosalie Cadron, fondatrice des sœurs de Miséricorde de Montréal.
Le 7 octobre 1811, elle épouse Jean-Marie Jetté et les nouveaux mariés s'installent dans la maison familiale. Quelques mois plus tard, les parents de Rosalie leur cèdent la maison à condition de pouvoir continuer d'y vivre jusqu'à leur mort et qu'ils prennent soin de la plus jeune sœur de Rosalie, nommée Sophie, jusqu'à sa majorité,.
Six des onze enfants du couple Cadron-Jetté verront le jour dans la maison de Lavaltrie.
Le 22 mai 1822, la propriété, comprenant la terre, la maison et les dépendances, est vendue.

### Acquisition par la municipalité
Sous l'administration du maire Pierre Kemp, la municipalité de Saint-Antoine-de-Lavaltrie obtient la maison ancestrale pour 1$ de Jean-Paul Boisjoly et la déplace vers son site actuel. Elle est à ce moment placardée et déposée sur un solage de béton.
En 1997, dans le cadre du 325e de Lavaltrie, une croix de chemin est érigée devant la maison nouvellement déménagée. Gilles Lussier béni la croix ainsi que la maison.
Au tournant des années 2000, un comité est créé afin de réfléchir à l’avenir de la maison. La fusion de la Ville qui survient en 2001 laisse toutefois le dossier de côté puisqu'il n'est pas prioritaire.
La maison est encore une fois menacée de démolition, mais la mairesse Sylvie Thouin donne le mandat au conseiller David Morin de mettre en place un organisme et de chercher du financement. Les Sœurs de la Miséricorde dont Rosalie Cadron est la fondatrice annoncent qu’elles sont prêtes à contribuer financièrement au projet. La Ville de Lavaltrie confie à la Corporation de la Maison Rosalie-Cadron le mandat de restaurer et d'animer la maison patrimoniale. Les travaux de restauration sont réalisés de 2005 à 2006. L'ameublement intérieur est complété grâce à des dons d'antiquaires locaux.

### Institution muséale
La Maison Rosalie-Cadron ouvre au public en mai 2006,.
En 2021, la Maison Rosalie-Cadron devient une institution muséale agréée par le ministère de la Culture et des Communications du Québec,.